# Pierre Lellouche

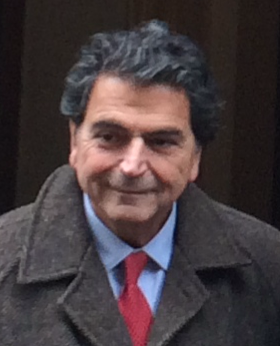
Pierre Lellouche, 2014

Pierre Lellouche (* 3. Mai 1951 in Tunis) ist ein französischer Jurist und ehemaliger konservativer Politiker (Les Républicains).

## Leben
Als Anwalt und Akademiker schloss er sein Jurastudium an der Universität Paris-Nanterre, am Sciences Po sowie in Harvard ab, wo er 1974 einen Master of Laws (LLM) und 1978 seinen Doktor der Rechtswissenschaften erwarb. Lellouche ist Mitbegründer des Französischen Instituts für Internationale Beziehungen (IFRI).
Seine politische Karriere begann er als diplomatischer Berater von Jacques Chirac zwischen 1989 und 1995. 1993 wurde er zum Abgeordneten in der französischen Nationalversammlung gewählt. In der Nationalversammlung leistete er bedeutende Beiträge zur Arbeit der Kommission für nationale Verteidigung und Streitkräfte sowie zur Kommission für auswärtige Angelegenheiten.
Während der Präsidentschaft von Nicolas Sarkozy bekleidete Lellouche mehrere Schlüsselpositionen in der Regierung von François Fillon, unter anderem als Sonderbeauftragter für Afghanistan und Pakistan, Staatssekretär für europäische Angelegenheiten und Staatssekretär für Außenhandel. Von 2004 bis 2006 war er Präsident der Parlamentarischen Versammlung der NATO und von 2003 bis 2005 Frankreichs Sondergesandter für die Verhandlungen zum Internationalen Thermonuklearen Experimentierreaktor (ITER). Lellouche spielte eine bedeutende Rolle bei den Republikanern, wo er als Generaldelegierter für internationale Angelegenheiten tätig war und die Kandidatur von Nicolas Sarkozy für die Präsidentschaft der UMP im Jahr 2014 aktiv unterstützte.
2017 kündigte Lellouche seinen Rückzug aus dem aktiven politischen Leben an.

## Mandate und Funktionen
- 2. April 1993 bis 21. April 1997: Abgeordneter des 8. Wahlkreises von Val-d’Oise
- 1. Juni 1997 bis 18. Juni 2002: Abgeordneter des 4. Wahlkreises von Paris
- 2004 bis 2006: Präsident der Parlamentarischen Versammlung der NATO
- 19. Juni 2002 bis 19. Juni 2007: Abgeordneter des 4. Wahlkreises von Paris
- 21. März 2001 bis 11. Juli 2020: Rat von Paris (Stadt und Departement)
- 20. Juni 2007 bis 23. Juli 2009 und 17. Juni 2012 – 19. Juni 2012: Abgeordneter des 4. Wahlkreises von Paris
- März 2009 – Juni 2009: Sonderbeauftragter Frankreichs für Afghanistan und Pakistan
- 23. Juni 2009 bis 13. November 2010: Staatssekretär für Europäische Angelegenheiten
- 14. November 2010 bis 10. Mai 2012: Staatssekretär für Außenhandel
- 20. Juni 2012 bis 20. Juni 2017: Abgeordneter des 1. Wahlkreises von Paris

## Veröffentlichungen
- Pacifisme et dissuasion. (Pazifismus und Abschreckung.) IFRI-Economica. 1983. 329 Seiten, ISBN 978-2-86592-009-9
- Lellouche, Pierre. L’après-Washington. (Das Nach-Washington-Zeitalter.) Politique Étrangère 53, no. 1 (1988): 153–67
- L’Avenir de la guerre: Essai. (Die Zukunft des Krieges: Ein Essay.) Mazarine. 1985, ISBN 978-2-86374-121-4
- Kaiser, Karl et Lellouche, Pierre. Le couple franco-allemand et la défense de l’Europe. (Das deutsch-französische Paar und die Verteidigung Europas.) Paris, IFRI, Editions Economica, Coll. «L’Europe et sa défense», vol. 1, 1986, 360 Seiten. Études internationales, 19(3), 579–581, ISBN 978-2-86592-027-3
- Trystram, Florence et Lellouche, Pierre. Le Millénaire de l’Apocalypse. (Das Jahrtausend der Apokalypse.) Flammarion. 1980. 225 Seiten, ISBN 978-2-08-064316-2
- Le Nouveau Monde: De l’ordre de Yalta au désordre des nations. (Die Neue Welt: Von der Ordnung von Jalta zur Unordnung der Nationen.) Grasset. 532 Seiten. 1992, ISBN 978-2-246-44199-1
- La République immobile. (Die unbewegliche Republik.) Grasset. 400 Seiten. 1998, ISBN 978-2-246-53161-6
- L’Allié indocile: La France et l’OTAN, de la guerre froide à l’Afghanistan. (Der widerspenstige Verbündete: Frankreich und die NATO, vom Kalten Krieg bis Afghanistan.) Éditions du Moment. 253 Seiten. 2009, ISBN 978-2-35417-058-5
- Mondialisez-vous: Manifeste pour une France conquérante. (Globalisieren Sie sich: Manifest für ein eroberndes Frankreich.) Éditions du Moment. 176 Seiten. 2012, ISBN 978-2-35417-144-5
- Une Guerre Sans Fin. (Ein endloser Krieg.) Éditions du Cerf. 480 Seiten. 2017, ISBN 978-2-204-11782-1
- Illusions gauloises. (Gallische Illusionen.) Grasset. 400 Seiten. 2006, ISBN 978-2-246-69159-4